# Larry Scott
Larry Dee Scott (n. 12 octombrie 1938, Blackfoot⁠(d), Idaho, SUA – d. 8 martie 2014, Salt Lake City, Utah, SUA), supranumit „The Legend” și „The Golden Boy”, a fost un culturist profesionist⁠(d) IFBB american. A câștigat atât competiția inaugurală Mr. Olympia⁠(d) din 1965, cât și următoarea ediție, iar apoi s-a retras din sportul profesionist.

## Biografie
Larry Dee Scott s-a născut în Blackfoot, Idaho⁠(d), fiul cuplului Thea și Wayne Scott. A început să practice culturismul la vârsta de 16 ani și a câștigat competiția Mr. Idaho în 1959 la doar 20 de ani. La scurt timp după ce s-a mutat în California, a câștigat Mr. California (1960), Mr. Pacific Coast (1961), Mr. America (1962) și Mr. Universe (1964). Scott a câștigat primele două ediții ale concursului Mr. Olympia în 1965 și 1966. A părăsit sportul profesionist după cea de-a doua victorie., însă a revenit pentru scurt timp în 1979. Acesta a studiat electronica la California Air College și era cunoscut pentru credința sa mormonă. S-a căsătorit cu Rachel Scott (născută Ichikawa). Cei doi au avut cinci copii: Susan, Erin, Nathan, Derek și Michael. Derek a murit într-un accident de motocicletă în 1992, iar Michael a murit în 1993.
A avut un rol minor în filmul Muscle Beach Party⁠(d) din 1964. La începutul carierei sale, acesta a fost antrenat de celebrul culturist Vince Gironda⁠(d) și a devenit cunoscut pentru muscultura brațelor sale. Scott a declarat ulterior că mărimea bicepșilor săi se datorează exercițiului „preacher curl”, inventat de Gironda. Acest exercuțiu i-a preluat ulterior numele, în prezent fiind cunoscut sub numele de „Scott Curl”.
Scott a declarat într-un interviu pentru revista Iron Man⁠(d) din 1965 că dieta sa cuprinde „multă carne, brânză și ouă” pe lângă suplimentele proteice. Model popular la începutul anilor 1960, acesta a lucrat alături de Bruce Bellas⁠(d), Don Whitman (de la Western Photography Guild) și Pat Milo. A apărut în toate revistele de culturism al perioadei - Mr. America, Muscle Builder, Demi Gods, Muscleboy, Muscles a Go-Go și The Young Physique.
Din 1960 până la retragerea sa în 1966, Scott a fost superstarul culturismului. Revistele din domeniu au profitat de imaginea sa pur americană, popularitatea sa devenind ulterior cunoscută sub numele de „Larry Fever”. A ajuns la apogeu după câștigarea titlului Mr. Olympia la prima ediție a concursului în fața culturistului Harold Poole⁠(d). A obținut din nou titlul la ediția din 1966, fiind premiat cu 1.000 de dolari.
Scriitorul independent Rod Labbe a colaborat cu Scott de cinci ori: un interviu în două părți pentru revista Flex, două articole pentru revista Ironman, articolul „Poetry in Motion” din MuscleMag International și un articol/interviu promoțional pentru Scarlet: the FIlm Magazine despre Muscle Beach Party (1964). La cinci ani după moartea sa, Labbe a scris un articol în memoria sa pentru numărul din martie 2019 al revistei Muscle & Fitness intitulat „My friend, Larry Scott”.
După retragerea din sportul profesionist, Scott a gestionat propria companie intitulată Larry Scott Fitness & Nutrition în Salt Lake City. Aceasta fabrica și comercializa echipamente de gimnastică și suplimente nutritive. A fost inclus în IFBB Hall of Fame în 1999. Ultimul său interviu public a fost în 2012 la K-TALK Radio.

## Moartea
Scott a încetat din viață pe 8 martie 2014 ca urmare a unor complicații cauzate de boala Alzheimer la vârsta de 75 de ani.

## Premii
- 1959 Mr. Idaho, Locul I
- 1960 Mr. California – AAU, Câștigător
- 1960 Mr. California – AAU, Most Muscular, Locul I
- 1960 Mr. Los Angeles – AAU, Most Muscular, Locul III
- 1960 Mr. Los Angeles – AAU, Locul III
- 1961 Mr. Pacific Coast – AAU, Most Muscular, Locul I
- 1961 Mr. Pacific Coast – AAU, Câștigător
- 1962 Mr. America, Medium, Locul II și categoria Overall
- 1963 Mr. Universe, Medium, Locul I
- 1964 Mr. Universe, Medium, Locul I și categoria Overall
- 1965 Mr. Olympia, Locul I
- 1966 Mr. Olympia, Locul I
- 1979 Canada Diamond Pro Cup, Locul IX
- 1979 Grand Prix Vancouver[18]